# Geoffrey Sylvester Peren
Sir Geoffrey Sylvester Peren, novozelandski general in agronom, * 30. november 1892, † 19. julij 1980.
Po njem se imenuje pasma ovc Perendale, katero je pomagal ustvariti z načrtnim razplodom.